# RANS
Рівняння Рейнольдса (англ. RANS (Reynolds-averaged Navier–Stokes)) — рівняння Нав'є Стокса (рівняння руху в'язкої рідини), усереднені за Рейнольдсом. Вивів О. Рейнольдс 1895 року.
Використовуються для опису турбулентних течій. Метод усереднення Рейнольдса полягає в заміні випадково змінних характеристик потоку (швидкість, тиск, щільність) сумами усереднених і пульсаційних складових. У разі стаціонарної течії нестисливої ньютонівської рідини рівняння Рейнольдса мають вигляд:
{\displaystyle \rho {\bar {u}}_{j}{\frac {\partial {\bar {u}}_{i}}{\partial x_{j}}}=\rho {\bar {f}}_{i}+{\frac {\partial }{\partial x_{j}}}\left[-{\bar {p}}\delta _{ij}+\mu \left({\frac {\partial {\bar {u}}_{i}}{\partial x_{j}}}+{\frac {\partial {\bar {u}}_{j}}{\partial x_{i}}}\right)-\rho {\overline {u_{i}^{\prime }u_{j}^{\prime }}}\right].}
Змінні, усереднені за часом, позначено в цьому рівнянні рискою зверху, а пульсаційні складові — апострофом. Ліва частина рівняння (нестаціонарний член) описує зміну кількості руху рідкого об'єму внаслідок зміни в часі усередненої складової швидкості. Ця зміна компенсується (див. праву частину рівняння) усередненими зовнішніми силами {\displaystyle \rho {\bar {f}}_{i},} усередненими силами тиску {\displaystyle -{\bar {p}}\delta _{ij}}, в'язкісними силами {\displaystyle \mu \left({\frac {\partial {\bar {u}}_{i}}{\partial x_{j}}}+{\frac {\partial {\bar {u}}_{j}}{\partial x_{i}}}\right)}. Крім того, в праву частину входять позірні[уточнити] напруги (напруги Рейнольдса, турбулентні напруги) {\displaystyle \left(-\rho {\overline {u_{i}^{\prime }u_{j}^{\prime }}}\right)}, що враховують додаткові втрати і перерозподіл енергії в турбулентному потоці (порівняно з ламінарним потоком).
Рівняння Рейнольдса описують усереднену за часом течію рідини, їхня особливість (порівняно з початковими рівняннями Нав'є — Стокса) полягає в тому, що в них з'явилися нові невідомі функції, які характеризують позірні турбулентні напруги. Система рівнянь Рейнольдса містить шість невідомих і виявляється незамкненою, тому для її розв'язання доводиться залучати додаткову інформацію.
Вельми істотною є та обставина, що напруги Рейнольдса є випадковими величинами[джерело?], тому в розрахунках використовують статистичні дані про їх величину (моделі турбулентності), які отримують аналізуючи результати експерименту. Також слід відзначити, що напруги Рейнольдса є властивістю течії (а не властивістю рідини), тому, якщо умови задачі будуть істотно відрізнятися умов, за яких отримано статистичні дані про величину напруг Рейнольдса, результати розрахунку можуть виявитися якісно хибними. Донині розроблено значну кількість моделей турбулентності різної складності, що дозволяють оцінити (змоделювати) величину турбулентних напруг за різних умов.

## Інші методи
- Detached eddy simulation[en]
- LES, метод великих вихорів[en]